# Кременчуг (аэропорт)
Аэропорт «Кременчуг» (Большая Кахновка) — аэропорт, расположенный в Полтавской области Украины, в 5 километрах от города Кременчуг. Принадлежит лётному колледжу.
По состоянию на 2013 год, аэропорт принимал самолёты Ан-24 и Як-40, а также вертолёты.